# Aglaoctenus
Aglaoctenus es un género de arañas araneomorfas de la familia Lycosidae. Se encuentra en Sudamérica.

## Lista de especies
Según The World Spider Catalog 12.5:
- Aglaoctenus castaneus (Mello-Leitão, 1942)
- Aglaoctenus lagotis (Holmberg, 1876)
- Aglaoctenus oblongus (C. L. Koch, 1847)
- Aglaoctenus puyen Piacentini, 201
- Aglaoctenus yacytata Piacentini, 2011